# Alonso de Briceño
Alonso de Briceño, OFM de Alonso de Brizeño (1587 – 16 de novembro de 1668) foi um prelado católico romano que serviu como Bispo de Caracas (Santiago da Venezuela) (1653–1668) e Bispo da Nicarágua (1644–1653).

## Biografia
Alonso de Briceño nasceu em Santiago, filho de Alonso Briceño de Arévalo e de Jerónima Arias de Córdoba. Alonso completou os estudos em Lima e tomou o hábito franciscano em 30 de janeiro de 1605, fazendo a profissão em fevereiro do ano seguinte. Foi guardião dos conventos de Lima e Cajamarca, e neste último conseguiu reunir até seis mil indígenas na igreja conventual. Também foi definidor da província, vigário provincial em Jauja e visitador da província de Charcas e Chile.
Concorreu à cátedra de Filosofia, que obteve em Santiago do Chile e que ocupou também em Caracas; anos mais tarde foi professor nas universidades de Paris, Roma e Salamanca, dedicando quinze anos ao ensino e à composição da sua obra. Viajou para Madrid no início de 1637 com a tarefa de gerir a canonização de São Francisco Solano. Continuou a sua viagem a Roma, onde em 1639 participou como representante do Peru no Capítulo Geral da Ordem, permanecendo três anos na cidade durante o pontificado de Urbano VIII. Retornou à Espanha após ser nomeado qualificador do Santo Ofício. O superior-geral franciscano nomeou-o também juiz de apelação das províncias de Espanha, a título honorário, e sem isso implicar duplo tempo docente. Durante a sua estadia em Madrid, publicou e divulgou os dois volumes da sua obra Prima pars celebriorum controvérsiarum in Primum Sententiarum Ioannis Scoto (1638-1642). Um terceiro volume com o título De voluntate et potentia Dei, de praedestinatione et Trinitate, complectens caeteras controversies ad Primum Sententiarum attinentes, não chegou à imprensa.
O rei Filipe IV apresentou-o ao bispado da Nicarágua, sendo confirmado pelo Papa Urbano VIII em 14 de novembro de 1644. Recebeu a ordenação episcopal em 12 de novembro de 1645, no Panamá, através de Dom Hernando de Ramírez y Sánchez, O.SS.T., Bispo do Panamá. Foi instalado em sua sé no mês seguinte. Governou seu bispado até 18 de agosto de 1653, quando o Papa Inocêncio X o transferiu para a sé de Caracas, Santiago da Venezuela.
O bispo Briceño tomou posse de sua nova sede por procuração, agindo em Caracas em seu nome, Frei Luis Ponce de León Barreto. Fixou sua residência e sé em Trujillo, onde desenvolveu seu trabalho até sua morte em 1668, sem nunca ter viajado para Caracas. O bispo filósofo morreu em Trujillo, em consequência de uma febre.

## Sucessão episcopal
Enquanto bispo, foi o consagrador principal de:
- Payo Afán Enríquez de Ribera Manrique de Lara, Bispo de Santiago de Guatemala (1658) e
- Bernardo de Izaguirre de los Reyes, Bispo do Panamá (1659).